# Nat Hickey
Matthew J. "Nat" Hickey (30 de enero de 1902-16 de septiembre de 1979) fue un jugador y entrenador de baloncesto y béisbol estadounidense de ascendencia croata que disputó un partido en la BAA, jugando previamente en la NBL y la ABL. Con 1,80 metros de estatura, jugaba en la posición de escolta. Como jugador de béisbol disputó 15 temporadas en las Ligas Menores.

## Trayectoria deportiva

### Baloncesto
Debutó como profesional en los Cleveland Rosenblums de la ABL en 1925, donde en su primera temporada fue uno de los artífices, junto a Honey Russell, en la consecución del título de campeones de liga, tras haber promediado en liga 6,6 puntos por partido, uno de los mejores del campeonato, en las finales fue el mejor anotador de su equipo los tres partidos, con 12, 12 y 8 puntos respectivamente, derrotando a los Brooklyn Arcadians por 3-0.
Al año siguiente acabó como cuarto máximo anotador de la liga, con 384 puntos, 8,4 por partido, alcanzando nuevamente las finales en las que cayeron en esta ocasión ante los Brooklyn Celtics. Mediada la temporada 1928-29 fue traspasado a los Chicago Bruins, donde jugó varias temporadas más, siempre entre los más destacados jugadores de la liga.
Regresó al baloncesto profesional en 1945 jugando esporádicamente durante tres temporadas en la NBL, en los Pittsburgh Raiders, en los Indianapolis Kautskys, donde promedió 5,6 puntos en 1946, y en los Tri-Cities Blackhawks.
En 1948 sustituye en el banquillo de los Providence Steamrollers de la BAA como entrenador a Hank Soar, llegando a vestirse de corto en un único partido, convirtiéndose hasta la fecha en el jugador de más edad en jugar en la BAA/NBA, con 45 años y 363 días. Anotó dos tiros libres de tres intentos, falló sus seis tiros de campo e hizo cinco faltas personales.

#### Estadísticas en la BAA

##### Temporada regular
| Temporada | Edad | Equipo                  | Liga | Pos. | P | TC  | TCA | %TC  | TL  | TLA | %TL  | ASIS | FP  | PTS |
| 1947-48   | 46   | Providence Steamrollers | BAA  |      | 1 | 0.0 | 6.0 | .000 | 2.0 | 3.0 | .667 | 0.0  | 5.0 | 2.0 |
| Total     |      |                         | BAA  |      | 1 | 0.0 | 6.0 | .000 | 2.0 | 3.0 | .667 | 0.0  | 5.0 | 2.0 |

### Béisbol
Entre 1922 y 1938 jugó 13 temporadas en las Ligas Menores de Béisbol, en nueve equipos de cuatro categorías diferentes, con una media de bateo total de 30,6%.